# Ugo Ceria
Ugo Ceria (Santos, 6 marzo 1900 – Vercelli, 8 gennaio 1979) è stato un calciatore italiano, di ruolo centrocampista.

## Carriera
Giocò nella massima serie italiana con la Pro Vercelli, squadra con cui vinse lo scudetto nel 1920-1921 e nel 1921-1922.

## Statistiche

### Presenze e reti nei club
| Stagione            | Squadra             | Campionato          | Campionato | Campionato | Totale   | Totale |
| Stagione            | Squadra             | Comp                | Presenze   | Reti       | Presenze | Reti   |
| ------------------- | ------------------- | ------------------- | ---------- | ---------- | -------- | ------ |
| 1919-1920           | Biellese            | PC                  | 9          | 0          | 9        | 0      |
| 1920-1921           | Pro Vercelli        | PC                  | 5          | 2          | 5        | 2      |
| 1921-1922           | Pro Vercelli        | PD                  | 25         | 6          | 25       | 6      |
| 1922-1923           | Pro Vercelli        | PD                  | 24         | 2          | 24       | 2      |
| 1923-1924           | Pro Vercelli        | PD                  | 15         | 0          | 15       | 0      |
| 1924-1925           | Pro Vercelli        | PD                  | 21         | 6          | 21       | 6      |
| 1925-1926           | Pro Vercelli        | PD                  | 10         | 2          | 10       | 2      |
| 1926-1927           | Pro Vercelli        | DN                  | 12         | 2          | 12       | 2      |
| 1927-1928           | Pro Vercelli        | DN                  | 1          | 0          | 1        | 0      |
| 1928-1929           | Biellese            | DN                  | 5          | 0          | 5        | 0      |
| Totale Biellese     | Totale Biellese     | Totale Biellese     | 14         | 0          | 14       | 0      |
| 1929-1930           | Pro Vercelli        | A                   | 1          | 0          | 1        | 0      |
| Totale Pro Vercelli | Totale Pro Vercelli | Totale Pro Vercelli | 114        | 20         | 114      | 20     |
| Totale carriera     | Totale carriera     | Totale carriera     | 128        | 20         | 128      | 20     |

## Palmarès

### Club

#### Competizioni nazionali
- Campionato italiano: 2

Pro Vercelli: 1920-1921, 1921-1922